# Abdallah Laroui
Abdallah Laroui (in arabo عبد الله العروي‎?, ʿAbd Allāh al-ʿArawī; Azemmour, 7 novembre 1933) è uno storico e orientalista marocchino.
Storico e saggista marocchino, Laroui è stato Agrégé di Lingua e cultura araba e ha insegnato nell'Università Muhammad V di Rabat fino al 2000.
Autore di una brillante sintesi della storia del Maghreb (Parigi, Maspero, 1970, con Prefazione di Maxime Rodinson), nel 1967 Laroui si fece conoscere col suo libro L'idéologie arabe contemporaine (tradotto anche in Italia nel 1969 da Arnoldo Mondadori): opera in cui l'autore analizza i dati sui quali la coscienza araba contemporanea si fonda per tentare di contrapporsi dinamicamente al suo classico Altro, l'Occidente.
L'analisi di Laroui costituirà un punto di riferimento per gli intellettuali arabi e lo consacrò come storico di prestigio nel panorama arabo contemporaneo.
È stato anche autore di diversi saggi, di romanzi e di testimonianze che l'hanno ulteriormente reso celebre in Europa e negli Stati Uniti.

## Pubblicazioni
- Les Carnets d'Idriss, 2008
- Le Maroc et Hassan II, 2005
- L'Idéologie arabe contemporaine (1967 - La Découverte, 1982).
- La Crise des intellectuels arabes : traditionalisme ou historicisme ? (La Découverte, 1978).
- L'Histoire du Maghreb : un essai de synthèse (La Découverte, 1970).
- Islam et modernité (La Découverte, 1986. Trad. it. Islam e modernità, Genova, Marietti, 1992).
- L'Exil (tradotto dall'arabo, Sindbad-Actes Sud, 1998) (romanzo).
- Islam et Histoire : essai d'épistémologie (Albin Michel, 1999).
- Les Origines sociales et culturelles du nationalisme marocain (1830-1912), Parigi, 1977.
- Tradition et Réforme, 2009 (trad. dell'orig. in arabo السنة و الإصلاح‎?, al-Sunna wa l-Iṣlāḥ, "La Sunna e la Riforma").